# Camille Huysmans
Jean Joseph Camille Huysmans (26. května 1871 — 23. února 1968) byl belgický sociálnědemokratický politik, představitel dnes již zaniklé Belgické socialistické strany (Parti Socialiste belge, Belgische Socialistische Partij). Byl premiérem Belgie v letech 1946–1947, vedl koalici socialistů, komunistů a liberálů. V letech 1925–1927 a 1947–1949 byl ministrem školství, v letech 1936–1939 a 1954–1958 byl předsedou dolní komory parlamentu. V letech 1933–1940 a 1944–1946 byl starostou Antverp, v kteréžto funkci proslul mj. přijímáním židovských uprchlíků z Německa a pomocí jim. V letech 1905–1922 byl sekretářem Druhé internacionály, jeho korespondence s Leninem z té doby byla vydána roku 1963. Byl svobodným zednářem.